# Tupaia gracilis
Tupaia gracilis — це вид ссавців з родини Tupaiidae. Він походить з Борнео (Бруней, Індонезія, Малайзія) і населяє низинні старі ліси, а також вторинні ліси й плантації. Зареєстрований на висотах від 0 до 1200 метрів.

## Морфологічні особливості
Сягає довжини голови й тулуба від 13,5 до 15 см, довжина хвоста від 15,5 до 18 см, середня маса 70 г. Довжина задніх лап становить від 38 до 4 мм, а вуха — від 11 до 1 мм. Спинне хутро кольору агуті (тобто волосся смугасте), сіре або коричневе. Черево світле, білувате або кольору слонової кістки.

## Спосіб життя
Вид територіальний, активний протягом дня, переважно наземний і лазить по деревах і кущах на висоту до трьох метрів. Територія, яку використовує особина, в середньому становить 10,5 га (від 7 до 15 га). Території самців і самиць не перетинаються. Живиться вид гусеницями, мурахами, кониками та іншими комахами, яких шукає в опалому листі. T. gracilis, ймовірно, розмножуються цілий рік. Вони будують свої гнізда з листя і рослинних волокон у дуплах дерев і між сланкими рослинами на висоті не більше 1,5 метрів над лісовою підстилкою. Вони лише злегка замасковані і досить помітні. Самиці мають двох дитинчат на виводок.

## Загрози й охорона
Основною загрозою для цього виду є втрата середовища існування через вирубку, розширення сільського господарства та перетворення землі на плантації. Він зустрічається в кількох охоронюваних зонах по всьому ареалу, включаючи заповідник дикої природи Ланджак-Ентімау.